# بریم‌فیلد (حوزه سرشماری)، اوهایو
بریم‌فیلد (به انگلیسی: Brimfield) یک منطقهٔ مسکونی در ایالات متحده آمریکا است که در شهرستان پورتیج، اوهایو واقع شده‌است. بریم‌فیلد ۱۰٫۴ کیلومتر مربع مساحت و ۳٬۲۴۸ نفر جمعیت دارد و ۳۳۷ متر بالاتر از سطح دریا واقع شده‌است.